# Артигеми
Артигеми́ (фр. Artiguemy, окс. Artigamin) — коммуна во Франции, находится в регионе Юг — Пиренеи. Департамент — Верхние Пиренеи. Входит в состав кантона Ланнемезан. Округ коммуны — Баньер-де-Бигор.
Код INSEE коммуны — 65037.

## География
Коммуна расположена приблизительно в 660 км к югу от Парижа, в 115 км юго-западнее Тулузы, в 19 км к юго-востоку от Тарба.
На востоке коммуны протекает река Аррос.

## Климат
Климат умеренно-океанический с солнечной тёплой погодой и обильными осадками на протяжении практически всего года.

## Население
Население коммуны на 2010 год составляло 84 человека.
| 1962 | 1968 | 1975 | 1982 | 1990 | 1999 | 2010 |
| ---- | ---- | ---- | ---- | ---- | ---- | ---- |
| 93   | 92   | 77   | 79   | 79   | 89   | 84   |

## Администрация
| Период | Период | Фамилия      | Партия       | Примечания |
| ------ | ------ | ------------ | ------------ | ---------- |
| 2001   | 2008   | Андре Ньер   | беспартийный |            |
| 2008   | 2020   | Брюно Фуркад | беспартийный |            |

## Экономика
В 2010 году среди 53 человек трудоспособного возраста (15-64 лет) 39 были экономически активными, 14 — неактивными (показатель активности — 73,6 %, в 1999 году было 76,7 %). Из 39 активных жителей работали 37 человек (17 мужчин и 20 женщин), безработных было 2 (1 мужчина и 1 женщина). Среди 14 неактивных 2 человека были учениками или студентами, 12 — пенсионерами, 0 были неактивными по другим причинам.

## Фотогалерея

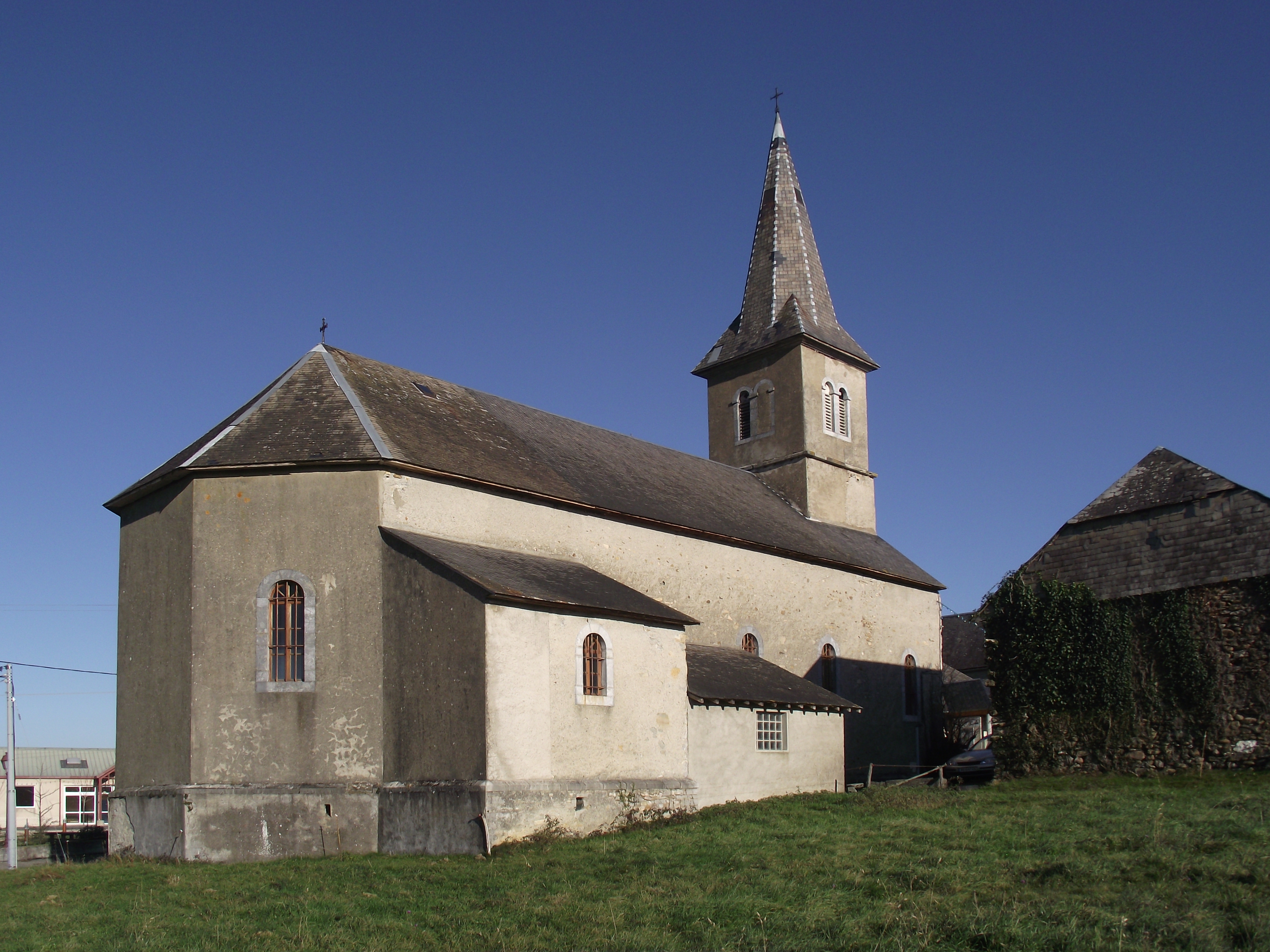
Церковь
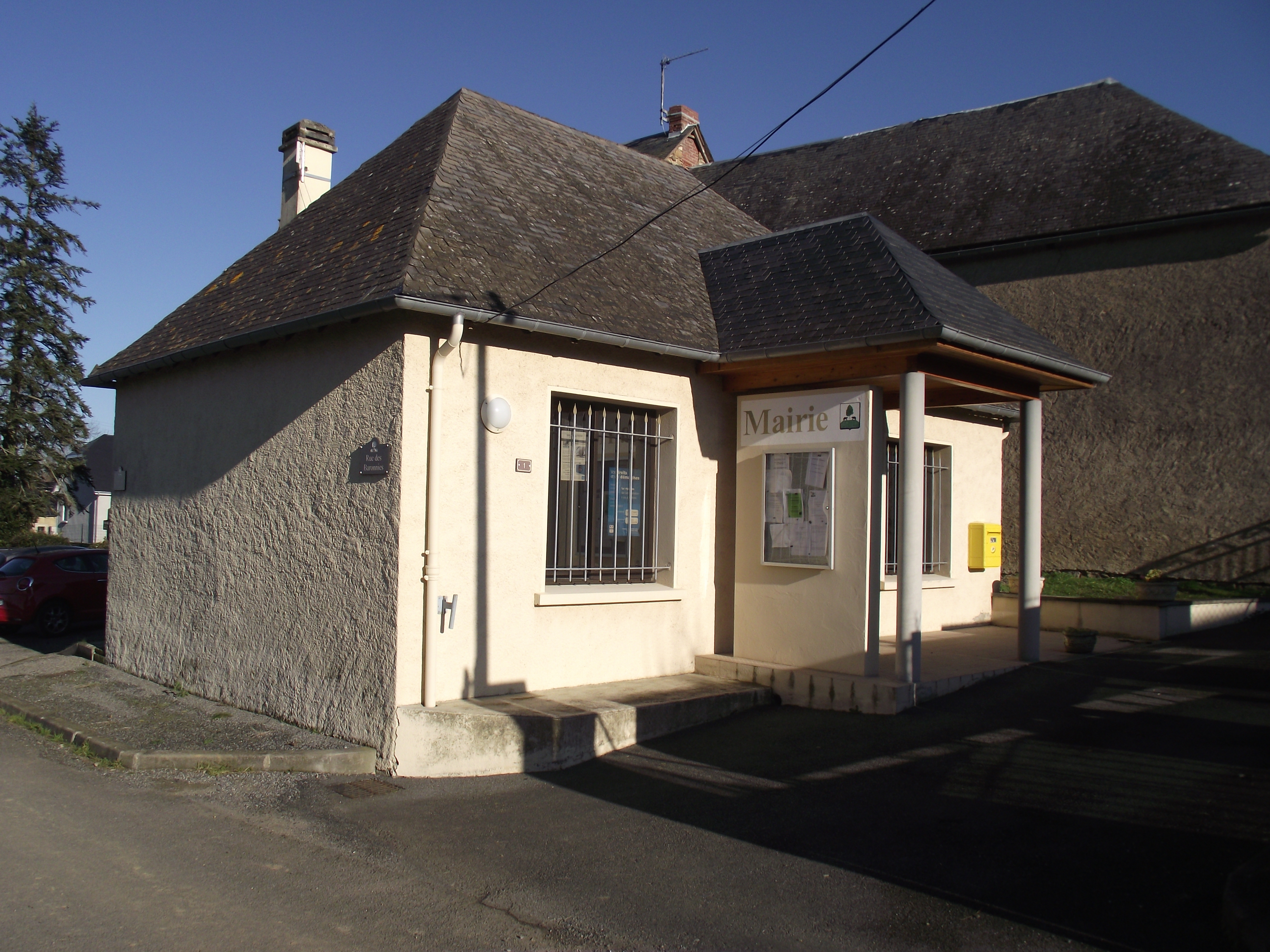
Мэрия
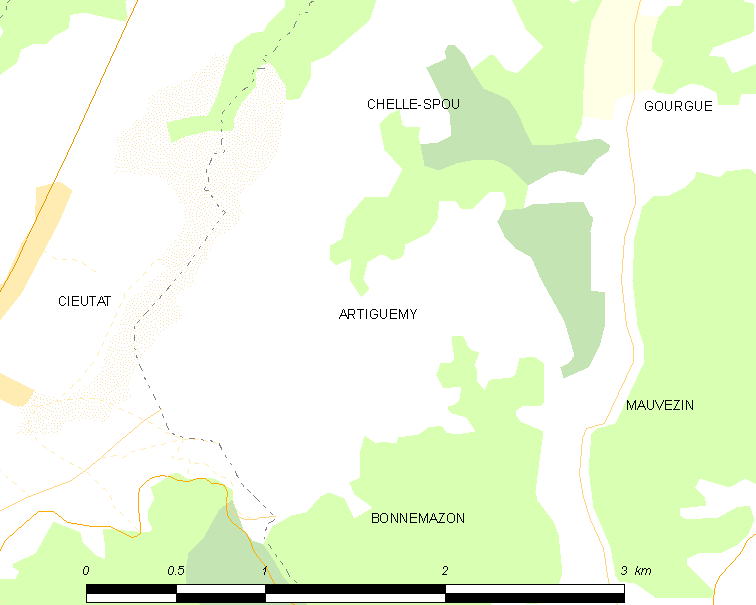
Карта коммуны